# Tone Haugen
Tone Haugen  est une footballeuse internationale norvégienne née le 6 février 1964 à Namsos. Elle joue au poste de milieu de terrain durant sa carrière.
Avec l'équipe de Norvège, Tone Haugen remporte deux Euros féminin, la Coupe du monde 1995 et une médaille de bronze olympique en 1996.

## Biographie

### En club
En club, Tone Haugen joue avec les clubs du Rosenborg BK, du club japonais de Nikko Securities et de l'AaFK Fortuna (en),.

### En sélection
Haugen dispute l'Euro 1987  avec l'équipe nationale de Norvège  : elle dispute une rencontre contre l'Italie en demi-finale. L'équipe norvégienne remporte son premier titre à l'issue du tournoi.
Lors de l'Euro 1989, elle est davantage présente et joue quatre matchs, elle dispute la finale perdue contre l'Allemagne.
Haugen est sélectionnée pour participer à la Coupe du monde 1991. Elle dispute les six rencontres du tournoi, elle est titulaire lors de la finale avec la Norvège qui échoue en finale contre les États-Unis (défaite 1-2).
Elle joue également l'Euro 1991 : elle joue deux rencontres et inscrit un but.
Lors de la Coupe du monde 1995, Haugen est titulaire et joue les six rencontres du tournoi. Elle inscrit un but lors de la phase de groupes contre l'Angleterre. Elle dispute la finale contre l'Allemagne.
Elle fait partie de l'équipe championne d'Europe lors de l'Euro 1995.
Elle participe au tournoi olympique de football féminin aux Jeux olympiques d'Atlanta en 1996, elle est médaillée de bronze avec la Norvège.